# Ramón Antonio Mora y Araujo
Ramón Antonio Mora y Araujo (Goya, 1869-Buenos Aires, 18 de mayo de 1936) fue un político y diplomático argentino, que se desempeñó como embajador de su país en Brasil (1922-1933) y Perú (1933-1936).

## Biografía
Nació en Goya (provincia de Corrientes) en 1869 y en 1896 se graduó en la Universidad de Buenos Aires. En su localidad natal llegó a desempeñarse como intendente en 1901 y como rector del Colegio Nacional. Fue también propietario y director del periódico La Hora, cercano al Partido Liberal de Corrientes.
En septiembre de 1921 fue designado enviado extraordinario y ministro plenipotenciario de Argentina en Brasil por el presidente Hipólito Yrigoyen. Comenzó a desempeñar el cargo en enero de 1922, hasta que la misión diplomática fue elevada a rango de embajada en agosto del mismo año. Permaneció en Río de Janeiro hasta julio de 1933, cuando fue sucedido por Ramón José Cárcano.
Luego fue designado embajador en Perú por el presidente Agustín Pedro Justo, cargo que ejercía al momento de su fallecimiento en mayo de 1936 en Buenos Aires.
Un paraje del Departamento Goya (Corrientes) lleva su nombre.